# Skjold (Sydslesvig)
 For alternative betydninger, se Skjold (flertydig). (Se også artikler, som begynder med Skjold)
Skjold (dansk) eller Schiol  (tysk) er en bebyggelse beliggende sydøst for Store Kværn i Angel i Sydslesvig. Administrativt hører Skjold under Stenbjergkirke Kommune i Slesvig-Flensborg kreds i den nordtyske delstat Slesvig-Holsten. I kirkelig henseende hører landsbyen under Kværn Sogn. Sognet lå i Ny Herred (Flensborg Amt, Sønderjylland), da området tilhørte Danmark.
Kådnerbyen Skjold er første gang nævnt 1599. Stednavnet er afledt af substantiv skjold, her brugt som terrænbetegnelse for en bakke. Skjold er beliggende på grænsen mellem landsbyerne Vesterholm og Kværn. De enkelte kåd i Skjold hørte under Norgaard, Nybøl og Udmark godser.
Bebyggelsen var i administrativ henseende delt mellem Kværn og Vesterholm kommune. I 1970 fusionerede Vesterholm og i 2013 også Kværn med Stenbjergkirke, således at nu hører hele Skjold under Stenbjergkirke kommune.